# موراوا
موراوا هي بلدة، في أستراليا"2016 Census QuickStats: Morawa". مؤرشف من الأصل في 2018-07-29.، تقع في أستراليا الغربية، بلغ عدد سكانها 532 نسمة وذلك حسب إحصائيات سنة 2016، رمزها البريدي هو 6623.

## المناخ
يظهر الجدول التالي التغييرات المناخية على مدار السنة لموراوا:
| البيانات المناخية لـموراوا        | البيانات المناخية لـموراوا | البيانات المناخية لـموراوا | البيانات المناخية لـموراوا | البيانات المناخية لـموراوا | البيانات المناخية لـموراوا | البيانات المناخية لـموراوا | البيانات المناخية لـموراوا | البيانات المناخية لـموراوا | البيانات المناخية لـموراوا | البيانات المناخية لـموراوا | البيانات المناخية لـموراوا | البيانات المناخية لـموراوا | البيانات المناخية لـموراوا |
| الشهر                             | يناير                      | فبراير                     | مارس                       | أبريل                      | مايو                       | يونيو                      | يوليو                      | أغسطس                      | سبتمبر                     | أكتوبر                     | نوفمبر                     | ديسمبر                     | المعدل السنوي              |
| --------------------------------- | -------------------------- | -------------------------- | -------------------------- | -------------------------- | -------------------------- | -------------------------- | -------------------------- | -------------------------- | -------------------------- | -------------------------- | -------------------------- | -------------------------- | -------------------------- |
| الدرجة القصوى °م (°ف)             | 47.2 (117.0)               | 47.2 (117.0)               | 43.0 (109.4)               | 38.8 (101.8)               | 35.0 (95.0)                | 28.4 (83.1)                | 26.8 (80.2)                | 32.4 (90.3)                | 36.2 (97.2)                | 41.2 (106.2)               | 43.7 (110.7)               | 46.8 (116.2)               | 47.2 (117.0)               |
| متوسط درجة الحرارة الكبرى °م (°ف) | 37.3 (99.1)                | 36.8 (98.2)                | 33.2 (91.8)                | 28.9 (84.0)                | 23.9 (75.0)                | 20.2 (68.4)                | 18.6 (65.5)                | 20.3 (68.5)                | 23.1 (73.6)                | 28.3 (82.9)                | 32.2 (90.0)                | 35.2 (95.4)                | 28.2 (82.8)                |
| المتوسط اليومي °م (°ف)            | 28.6 (83.5)                | 28.7 (83.7)                | 25.6 (78.1)                | 21.7 (71.1)                | 17.2 (63.0)                | 13.9 (57.0)                | 12.3 (54.1)                | 13.4 (56.1)                | 15.4 (59.7)                | 19.7 (67.5)                | 23.4 (74.1)                | 26.4 (79.5)                | 20.5 (68.9)                |
| متوسط درجة الحرارة الصغرى °م (°ف) | 19.9 (67.8)                | 20.5 (68.9)                | 18.0 (64.4)                | 14.5 (58.1)                | 10.4 (50.7)                | 7.5 (45.5)                 | 6.1 (43.0)                 | 6.5 (43.7)                 | 7.7 (45.9)                 | 11.1 (52.0)                | 14.6 (58.3)                | 17.5 (63.5)                | 12.9 (55.2)                |
| أدنى درجة حرارة °م (°ف)           | 11.0 (51.8)                | 11.3 (52.3)                | 8.7 (47.7)                 | 5.0 (41.0)                 | 2.4 (36.3)                 | −1.9 (28.6)                | −1.1 (30.0)                | −0.2 (31.6)                | 0.6 (33.1)                 | 2.5 (36.5)                 | 4.4 (39.9)                 | 7.0 (44.6)                 | −1.9 (28.6)                |
| الهطول مم (إنش)                   | 24.2 (0.95)                | 17.7 (0.70)                | 18.2 (0.72)                | 18.6 (0.73)                | 37.4 (1.47)                | 37.7 (1.48)                | 42.8 (1.69)                | 33.5 (1.32)                | 23.8 (0.94)                | 8.7 (0.34)                 | 10.3 (0.41)                | 15.7 (0.62)                | 285.9 (11.26)              |
| متوسط أيام هطول الأمطار           | 2.7                        | 2.7                        | 3.0                        | 3.4                        | 7.2                        | 9.8                        | 13.0                       | 11.0                       | 7.1                        | 3.4                        | 3.0                        | 2.6                        | 68.9                       |
| المصدر:                           |                            |                            |                            |                            |                            |                            |                            |                            |                            |                            |                            |                            |                            |

## أعلام
- إروين لويس
- يان تومسون